# سادووو (استان پومرانی غربی)
سادووو (به لهستانی:  Sadowo) یک روستا در لهستان است که در گمینا میروسواویتس واقع شده‌است. سادووو ۱۳ نفر جمعیت دارد.